# ウルトラマン・ウルトラセブン モーレツ大怪獣戦
『ウルトラマン・ウルトラセブン モーレツ大怪獣戦』（ウルトラマン ウルトラセブン モーレツだいかいじゅうせん）とは、かつて後楽園ゆうえんちに存在した大宇宙怪獣館で上映されたサークロラマ映画。上映時間15分。公開時期は1969年3月21日 - 同年5月31日。

## 概要
大宇宙怪獣館内に特設されたサークロラマ劇場用に作成された映画。サークロラマとは「サークル+シネラマ」を語源とする造語であり、シネラマを発展させた11台同時撮影が可能な特製カメラで撮影した映像を1本のカラー映画として、全周スクリーンの360度映画に映写するというものである。
新撮のブースカとチャメゴンが40匹あまりの怪獣たちに遭遇するというストーリーで、『ウルトラマン』『ウルトラセブン』からの流用部分とロケーションによる新撮部分から構成される。
流用部分には『ウルトラセブン』第12話のスペル星人がアイスラッガーで切断されるシーンも使用されているが、『快獣ブースカ』のDVD-BOXではこのシーンはカットされている。
新撮部分は草原でのウルトラセブンとバルタンの戦いなどであり、後の『ウルトラファイト』の先駆けとされる。ブースカ、チャメゴン、バルタン星人、プロテ星人、ペガッサ星人、ブラコ星人、シャプレー星人、ギガス、ウー、シーボーズ、ドラコが登場するが、台本ではバルタン星人、メトロン星人、ペギラ、ウー、シーボーズ、ドラコ、ギガス、ダリー、その他と記載されている。
脚本ではブースカが巨大化してカラスの群れに頭を突っ込む場面があったが撮影されず、チャメゴンともども司会に徹していた。

### 映像ソフト化
大宇宙怪獣館が取り壊されて以降は当時のままの形で見ることはできなくなったが、その後に発売された『ウルトラマン』の単品LDのVol.3 - Vol.7や『ウルトラファイト』のLD-BOXには、特典映像として収録されている。ただし、10画面分が1画面にまとめられているため、個々の画面は小さくなっている。
また、『快獣ブースカ』のDVD-BOXにも収録されているが、こちらは1画面分をフル収録している。

## 声の出演
- ブースカ：高橋和枝
- チャメゴン：堀絢子

## スタッフ
- 監修：円谷英二
- 制作：円谷皐、高山篤
- 脚本構成：大伴昌司
- 監督：佐川和夫
- 音楽：宮内国郎、冬木透
- 編集：柳川義博
- 撮影：森喜弘
- 照明：岸田九一郎
- 美術：岩崎致躬
- 光学撮影：中野稔
- 効果：東京効果プロ
- 制作担当：高山篤